# Roman Kubička
Roman Kubička (25. prosince 1947 Volyně – 16. června 2020 České Budějovice ) byl akademický malíř, grafik, ilustrátor, autor knih o výtvarné technice a pedagog. 

## Život
Pocházel ze statku v Nišovicích u Volyně, jeho rodiče byli postiženi vystěhováním ze statku a žili potom v Písku. Po různých peripetiích byl v polovině 70. let 20. století přijat na Akademii výtvarných umění v Praze, kde v roce 1981 úspěšně ukončil studium. Pak působil jako arteterapeut v Dětské psychiatrické léčebně v Opařanech a na psychiatrickém oddělení nemocnice v Českých Budějovicích. V dalším období působil jako pedagog a krátce jako ředitel na Soukromé střední uměleckoprůmyslové škole v Písku. Od roku 1986 působil na Katedře výtvarné výchovy Pedagogické fakulty Jihočeské univerzity v Českých Budějovicích, kde učil malbu, malířské techniky a figurální kresbu. Svá díla vystavoval doma i v zahraničí.

## Literární dílo
- KUBIČKA, Roman a Jiří ZELINGER. Výkladový slovník: malířství, grafika, restaurátorství
- KUBIČKA, Roman. Malý technologický slovník: malířství, grafiky, restaurátorství
- KUBIČKA, Roman, František Roman DRAGOUN a Václav KINSKÝ. František Roman Dragoun: poslední romantik, aneb, Život a dílo umělce